# Лаокай (провінція)
Лаокай (в'єт. Lào Cai) — провінція у північно-західному регіоні В'єтнаму. Площа становить 6383,9 км², населення — 614 595 жителів (2009, перепис). Адміністративний центр — однойменне місто Лаокай.
В адміністративному відношенні провінція поділяється на 1 місто і 8 повітів. На території Лаокая знаходиться гірський курорт Шапа.

## Географія і клімат

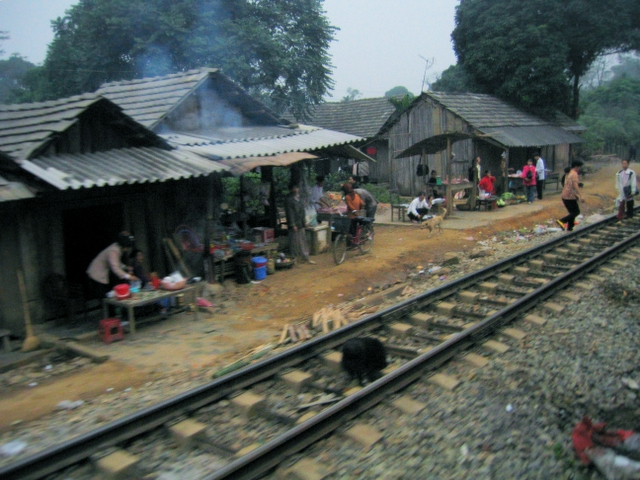
Залізниця між містами Шапа і Лаокай

Більшу частину території провінції займають гори. Лаокай межує з провінціями Хазянг, Єнбай, Шонла і Лайтяу, а також з Китаєм. На території провінції протікає близько 100 річок, найбільша з яких — Хонгха, яка тече через Лаокай протягом 130 км. На території Лаокай є поклади міді, молібдену, заліза і апатиту.
Клімат провінції характеризується як гірський тропічний, що сильно залежить від мусонів. Сезон мусонів триває з квітня по вересень. Середньорічна температура становить 23°С, тим не менш, у горах температури часто опускаються нижче 0°С.
Ліси займають близько 43,9 % території провінції.

## Населення

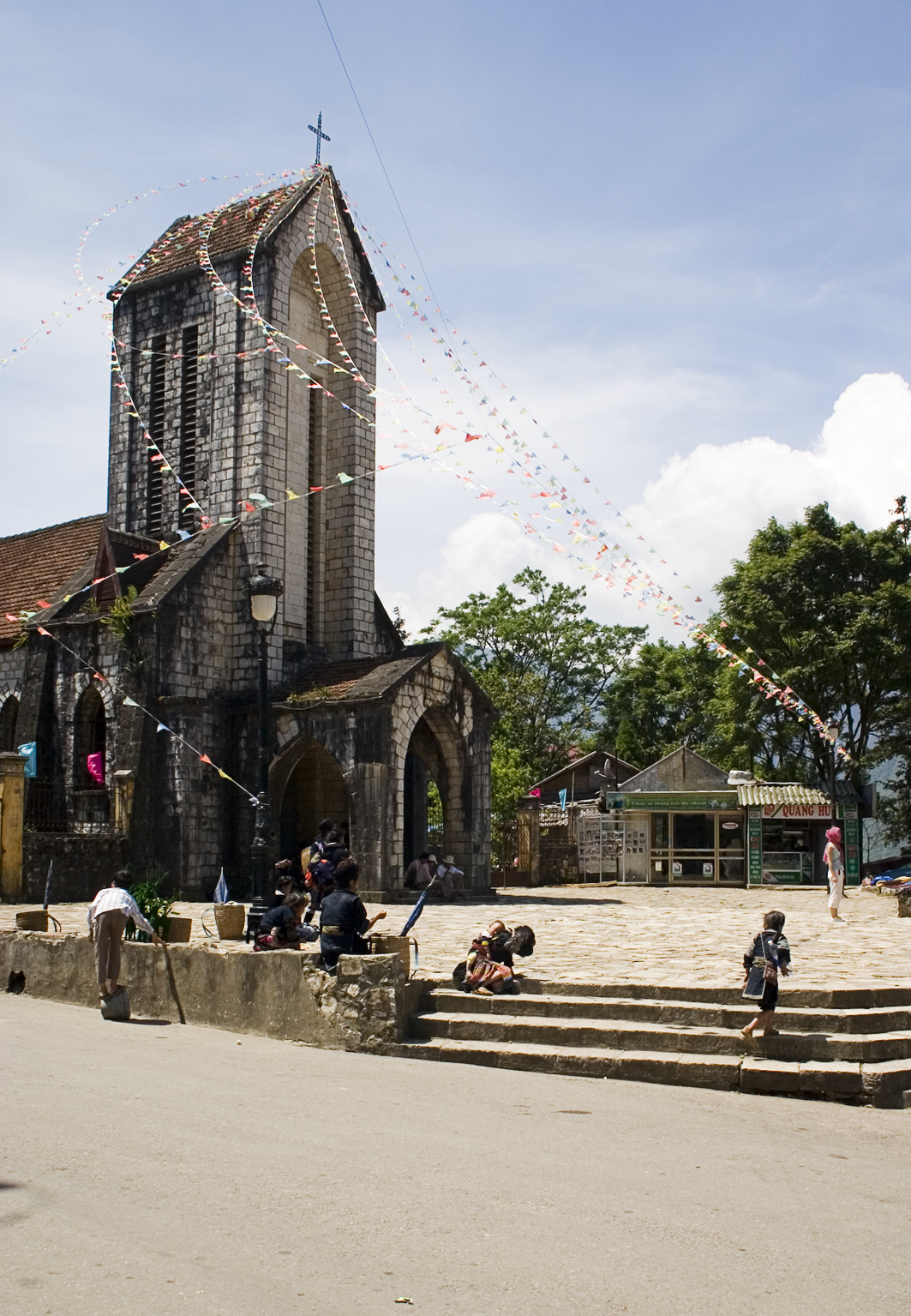
Церква у місті Шапа

За даними на 2009 рік населення провінції склало 614 595 жителів, середня щільність населення: 96,03 осіб/км². Міське населення — близько 21 %. На території Лаокай проживає більше 20 різних етнічних груп, серед них (2009, перепис): в'єтнамці — 212 528 осіб (34,58 %); мяо — 146 147 (23,78 %); тай — 94 243 (15,33 %); яо — 88 379 (14,38 %); зяй — 28 606 (4,65 %); нунг — 25 591 (4,16 %), фула — 8 926 (1,45 %), хані — 4 026 (0,66 %) та інші — 6 149 (1,00 %).

## Економіка і транспорт
Лаокай є однією з найбідніших провінцій В'єтнаму, більше 70 % населення живе за межею бідності. Основу економіки складають сільське та лісове господарство (понад 78 % від економіки провінції). Досить важливу роль відіграє також КПП на кордоні з Китаєм і розвивається туристичний бізнес. Лаокай — найкоротший шлях товарів по шосе з Китаю до країни АСЕАН.
Міжнародна економічна зона Лаокай — це, у першу чергу, сучасний міжнародний прикордонний пункт. Щоб виділити місце для розвитку прикордонних економічних зон, які знаходиться на північ від центру міста, на південь міста були перенесені адміністративні установи міста.
Провінція знаходиться на важливих транспортних шляхах з Ханоя у китайську провінцію Юньнань. Транспорт включає автомобільні дороги й залізниці, а також водні шляхи (головним чином річка Хонгха). Ділянка залізниць Ханой — Лаокай становить 296 км і продовжується далі, зв'язуючись з мережею китайських залізниць. У найближчі роки планується також будівництво у провінції аеропорту, існують проекти по будівництву через Лаокай швидкісної залізниці, завершується будівництво швидкісної автодороги до Ханоя.